# Dům čp. 51 (Štramberk)
Dům čp. 51 stojí na ulici Kopec ve Štramberku v okrese Nový Jičín. Roubený dům byl postaven v první polovině 19. století. Byl zapsán do Ústředního seznamu kulturních památek ČR před rokem 1988 a je součástí městské památkové rezervace.

## Historie
Podle urbáře z roku 1558 na náměstí bylo postaveno původně 22 domů s dřevěným podloubím, kterým bylo přiznáno šenkovní právo a sedm usedlých na předměstí. Uprostřed náměstí stál pivovar. V roce 1614 je uváděno 28 hospodářů a za hradbami 19 domů. Za panování jezuitů bylo v roce 1656 uváděno 53 domů. První zděný dům čp. 10 byl postaven na náměstí v roce 1799. V roce 1855 postihl Štramberk požár, při něm shořelo na 40 domů a dvě stodoly. V třicátých letech 19. století stálo nedaleko náměstí ještě dvanáct dřevěných domů. Dům čp. 51 byl postaven v první polovině 19. století a dochoval se v takřka původní podobě. Dům je využíván k rekreačním účelům.

## Stavební podoba
Dům je přízemní roubená stavba obdélného půdorysu s jižním průčelím orientovaným do údolí. Je postaven na vysoké kamenné podezdívce, která vyrovnává svahovou nerovnost. Podezdívka má klenuté prostory, které mají vlastní vchod z levé okapové strany. Stavba je roubená z hrubě otesaných kuláčů. Vstup do domu vede přes bedněný přístavek na vysoké podezdívce ze západní strany. Štít orientovaný do údolí je dvouosý s kaslíkovými okny v jednoduchém bednění, je svisle deštěný ve vrcholu je zakončen kabřincem a u paty podlomením. Severní štítová strana, naproti svahu, je zděná. Sedlová střecha je členěna dvěma páry vikýřů, na západní straně přechází plynule na vstupní přístavek.